# Antonenkove, Lîpova Dolîna
Antonenkove (în ucraineană Антоненкове) este un sat în comuna Saii din raionul Lîpova Dolîna, regiunea Sumî, Ucraina.

## Demografie
Componența lingvistică a localității Antonenkove
     Ucraineană (100%)
Conform recensământului din 2001, toată populația localității Antonenkove era vorbitoare de ucraineană (100%).